# 黑额海猪鱼
黑额海猪鱼（学名：Halichoeres prosopein）为輻鰭魚綱鱸形目隆頭魚亞目隆头鱼科海猪鱼属的鱼类。分布于西太平洋海域，棲息深度2-40公尺，本魚成魚前面頭部與身體顏色藍灰色的，顏色向後淡化成淡黃色，鱗片通常有橘黃色的垂直線，一個深色的斑點在眼的身體上半部後面，背鰭有一個大的黑色斑點有藍色邊緣，前面的背鰭與臀鰭軟鰭條長度超過在後部的鰭條，雄魚與大的雌魚的腹鰭非常長，達到在肛門後面，在頭部與身體上稚魚有4條黑色的斑紋。體長可達13公分，棲息在珊瑚茂盛的礁石區海域，生活習性不明，可作為觀賞魚。该物种的模式产地在安汶岛。